# Stikine-Territorium

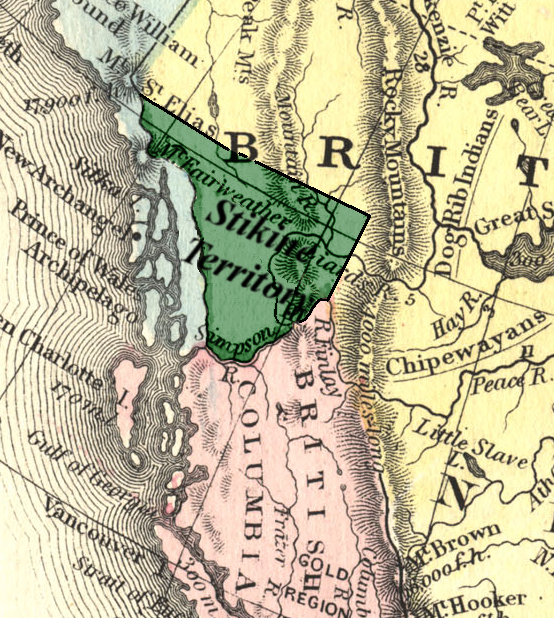
Karte des Stikine-Territoriums

Das Stikine-Territorium (während des 19. Jahrhunderts üblicherweise Stickeen geschrieben) war ein Territorium in Britisch-Nordamerika, das vom 19. Juli 1862 bis Juli 1863 existierte.
Ein Goldrausch im unmittelbar westlich gelegenen Teil von Alaska hatte Siedler in die Region gelockt. Die britischen Kolonialbehörden trennten die Region von den Besitzungen der Hudson’s Bay Company ab und bauten eine Verwaltung auf. Das nach dem Stikine River benannte Territorium fiel in die Zuständigkeit des Gouverneurs des südlich angrenzenden British Columbia und unter die Gerichtsbarkeit dieser Kolonie. Der 62. Breitengrad bildete die nördliche Grenze, der 125. Längengrad die östliche Grenze.
Nur ein Jahr später wurde das Stikine-Territorium der Kolonie British Columbia angegliedert, zusammen mit den Queen Charlotte Islands. Der Landstreifen nördlich des 60. Breitengrads fiel an das Nordwestliche Territorium zurück.